# Šintoizam
Šintoizam, (jap. 神道, put bogova ili božji put) japanska je autohtona religija. Glavna šintoistička djela šintoizma su Kojiki i Nihongi, a potječu iz 8. stoljeća. Sama religija potječe iz prapovijesti tako da se ne zna tko je njezin osnivač. Prisutni su animizam, politeizam i šamanizam. Božanstva (kamiji) su dusi prirodnih sila. Od prabožanstava sestre i brata Izanami i Izanagi potekli su ostali bogovi; oni su stvorili zemlju bućkajući prvobitni ocean nebeskim draguljskim kopljem i japanske otoke na kojima je prvi vladar (Jimmu) bio unuk božice Sunca Amaterasu, a daljni carevi su također njezini potomci. Dakle, carevi, kao i narodni heroji, imaju božanski karakter. Japanska riječ za cara, tennō, znači "nebeski car". Tek se 1946. car Hirohito odrekao svog božanskog podrijetla. 
Gotovo svaka planina u Japanu ima svog boga. Najpoznatija i najupečatljivija planina Japana je planina Fuji, sveta planina Japanaca. Njezina božica je Sengen-Sama. Svake se godine hodočasnici u zoru penju na planinu kako bi gledali izlazak sunca, a sama Fuji je česta inspiracija mnogobrojnim umjetnicima. Jedan od najpoznatijih šintoističkih hramova nalazi se na planini Fuji.
Riječ šintoizam dolazi od japanske riječi 神, shin-- riječ za boga, i 道", tō, za riječ put. Šintoizam ima mnogo bogova, kao što su Amaterasu, Susano, Tsukuyomi, Uke Mochi, Suijin, Izanagi, Izanami, Nio, Budai, Ugayafukiaezu i Marishi-Ten.

## Šintoistička svetišta
Svetišta se grade u čast kamijima ili bivšim carevima. U sve se šintoističke vrtove ulazi kroz vrata koja se nazivaju torii. Torii razdvaja svetište od običnog svijeta izvan njega. Vrata mogu biti i dosta udaljena od središta. Ljudi odlaze u hram kako bi se sklonili od buke i pritiska svakodnevnog života. Katkad ondje izvjese male molitve koje su napisali. Japanci često kupuju malene pločice, t.zv. eme koje vješaju u hramovima ili svetišima. Eme su zahtjevi za pomoć od kamija. Šintoizam je glavna japanska religija, no često su budistički hramovi sagrađeni unutar šintoističkih svetišta. Zen budisti izrađuju mirne vrtove kao mjesta za meditaciju. Umjesto raznobojnog cvijeća, tu je kamenje, pijesak i trava. Ucrtavanje uzorka na pijesku samo za sebe može biti dobra meditacija.

### Šintoistički festivali
Postoji bezbroj lokalnih festivala u Japanu jer skoro svaki hram/svetište ima svoj vlastiti festival. Većina se festivala održava jedanput godišnje i slavi događaje kao što su žetva, početak farmerske sezone ili obilježavaju povijesne događaje. Festivali mogu trajati i nekoliko dana. Važan dio šintoističkih festivala su procesije. Kami (šintoistički bog) se nosi kroz ulice u mikoshiju (prijenosnom svetištu), a nose ga posebno uvježbani ljudi.

## Stvaranje svemira
Prema šintoizmu, prvotno su postojali nebo i more. Na nebu su živjeli bogovi, a more je bilo pusto. Božica Izanami i bog Izanagi su stvorili Zemlju draguljskim kopljem. Sišli su na pvo kopno i sagradili palaču. Prva djeca koju je rodila Izanami bila su ružna. Kad je rodila boga vatre, on ju je spalio. Izanagi je bio potresen, te je odrubio glavu bogu vatre i pokopao svoju ženu u planini Hiba. Sišao je u podzemlje da posjeti dušu svoje žene. Ali, ona se pretvori u čudovište i rodi bogove grmljavine. Izanagi je pobjegao i okupao se. Iz te kupke su nastali Amaterasu, božica Sunca i plavog neba, Tsukuyomi, bog Mjeseca i noći i Susano, bog mora, oluja i vjetra. Izanagi je podijelio vlast svojoj djeci, dok je Izanami vladala podzemljem i postala božica smrti, truleži i raspadanja.

## Vanjske poveznice
- Kokugakuin University Encyclopedia of Shinto  Arhivirana inačica izvorne stranice od 3. travnja 2009. (Wayback Machine)